# Browserspiel
Ein Browserspiel ist ein Computerspiel, welches einen Webbrowser als Benutzerschnittstelle benutzt. Die Berechnung des Spielgeschehens kann dabei sowohl auf dem Endgerät des Spielers als auch auf den Servern des Spielanbieters erfolgen. Dementsprechend differenziert man meist zwischen clientseitigen Browserspielen, bei denen Spielbestandteile auf das Endgerät heruntergeladen werden und das Spiel in der Browserumgebung abläuft, und serverseitigen Browserspielen mit serverseitig ablaufendem Programm.
Die zur Implementierung verwendete Plattform besteht bei einem Browserspiel meist vorwiegend aus gängigen Web-Technologien. Die meisten Browserspiele sind kostenlos. Einige Anbieter verlangen aber für erweiterte Spielmerkmale (zum Beispiel bessere Ausrüstung und Fähigkeiten des Spielers) sowie Support eine Gebühr; dieses Geschäftsmodell heißt Freemium.

## Clientseitige Browserspiele
Clientseitige Browserspiele können ohne eine Verbindung mit einem Server beziehungsweise ohne eine Verbindung mit dem Internet ohne Einschränkung auf dem lokalen Endgerät per Browser und entsprechendem Plug-in ausgeführt werden. Lange Zeit bedurften sie zu ihrer Ausführung im Browser in der Regel Plug-ins wie Flash, Shockwave oder Java, weshalb oft von Flash-Spielen, Java-Spielen oder allgemein Plugin-Spielen die Rede ist. Mit der Einführung des Web-Standards HTML5 und dem Aufkommen HTML5-kompatibler Browser sind diesen Standard berücksichtigende Browserspiele von keinem Zusatzmodul mehr abhängig. Bis auf wenige Ausnahmen handelt es sich bei den meisten Browserspielen, welche die Plugins Shockwave oder Java benutzen, um clientseitige Browserspiele. 

### Varianten

#### Flash-Spiele
Flash-Spiele verfügten, da sie mit der Software Adobe Flash programmiert worden waren, meist über die Dateiendung .swf. Die ersten Flashspiele wurden im Jahr 1998 mit Veröffentlichung der Version 4 der eben genannten Software entwickelt. Die meisten Flashspiele wurden von Privatpersonen oder privaten Gruppen programmiert. Im Zuge der zunehmenden Popularität des Genres entwickelten aber auch Unternehmen zahlreiche Flash-Spiele. Aufgrund der hohen Anzahl von Spielen spezialisierten sich mehrere Webseiten auf das reine Anbieten von Sammlungen von Flashspielen. Adobe stellte den Vertrieb und Aktualisierung aufgrund von Alternativen und zunehmenden Sicherheitslücken am 31. Dezember 2020 ein. Mit dem Flash-Emulator Ruffle gibt es eine Möglichkeit, Flash-Spiele weiter zu nutzen.

#### HTML5-Spiele
Nachdem die Entwicklung des HTML5-Standards ein ausgereiftes Stadium erreicht hatte und die populäreren Webbrowser große Teile der Spezifikationen unterstützen, kamen langsam HTML5-Spiele auf. Dabei hat sich das Schlagwort HTML5-Spiele bereits weitgehend durchgesetzt, obwohl es im engeren Sinne nicht korrekt ist. Es ist lediglich einigen neuen Elementen der HTML5-Spezifikation zu verdanken, dass Spiele direkt im Browser gezeichnet werden können und kein Plugins wie Adobe Flash benötigt werden. Die wichtigste Neuerung stellt das Canvas-Element dar. Dieses Element ermöglicht das Zeichnen auf einer 2D-Leinwand direkt im Browser. In Kombination mit einer Sprache wie JavaScript lassen sich so Animation und Spiele erstellen. Weiterhin kommen bei der Gestaltung der Spiele auch Cascading Style Sheets zum Einsatz. Eine weitere Technik, die in HTML5-Spielen zum Einsatz kommt, ist WebGL, mit dessen Hilfe hardwarebeschleunigte 3D-Grafiken direkt im Browser dargestellt werden können. Dadurch ist es sogar möglich, vollwertige 3D-Ego-Shooter ohne Plugins zu realisieren. Somit werden unter dem Schlagwort HTML5-Spiele in Wirklichkeit mehrere Techniken vereint, um Spiele zu erstellen. Wie gut ein Browser für HTML5-Spiele geeignet ist, hängt also von mehreren Faktoren ab.
Der größte Vorteil der HTML5-Spiele im Gegensatz zu Spielen auf Flash-Basis ist, dass diese kein Plugin benötigen. Da Plugins nicht immer für alle Betriebssysteme zur Verfügung stehen und die Sicherheit eines ganzen Systems kompromittieren können, ist dies ein entscheidender Vorteil. Da HTML5-Spiele nicht auf ein Plugin, sondern nur auf die Unterstützung durch den Browser angewiesen sind, können diese Spiele auch auf Plattformen wie dem iPhone oder iPad gespielt werden, für die kein Flash-Plugin existiert. Als weiteres Argument wird auch häufig angeführt, dass HTML5-Spiele ressourcensparender sind als Flash-Spiele. Dies ist jedoch abhängig von der Implementierung des Plugins, der JavaScript-Engine und vielen weiteren Faktoren. Daher kann diese Aussage nicht als allgemeingültig angesehen werden.
Um die Entwicklung von HTML5-Spielen zu vereinfachen, existieren bereits einige Frameworks, die den Programmierer unterstützen. Einige erwähnenswerte Frameworks sind LimeJS, Processing.js, Akihabara und die Rocket Engine. Bei allen handelt es sich um JavaScript-Frameworks, die komplexere Funktionen für Animationen, die Behandlung von Benutzereingaben und anderes bereitstellen. Ob sich eines dieser Frameworks in seiner Verbreitung deutlich von anderen abheben wird, ist zurzeit noch nicht absehbar.
Die Art der HTML5-Spiele ist ähnlich breit gefächert wie bei Flash-Spielen. Nahezu jedes Genre ist vertreten.

## Serverseitige Browserspiele
Ein wesentliches Merkmal von serverseitigen Browserspielen ist die große Anzahl von Spielern, die gleichzeitig an einem Spiel teilnehmen können. Ihre Anzahl kann von einigen hundert bis zu mehreren hunderttausend reichen (siehe Massively Multiplayer Online Game). Auf der Serverseite wird dabei zum Beispiel eine LAMP-Lösung verwendet. Anders als Plattformen wie DirectX oder die Entwicklungsumgebungen von Spielkonsolen sind diese Techniken für Anwendungen mit kontinuierlicher, schneller Benutzerinteraktion und Echtzeitgrafik eher ungeeignet. Daher sind die meisten serverseitigen Browserspiele überwiegend den Genres Strategie, Simulation oder Rollenspiel zuzuordnen, viele sind zudem rundenbasierend.
Mittlerweile gibt es eine fast unüberschaubare Anzahl von verschiedensten Browserspielen auf dem Markt, die sich bei ähnlicher Spielmechanik hauptsächlich in ihrer Thematik unterscheiden. Beispiele sind Sport-Simulatoren, Wirtschaftssimulation mit Schauplätzen im Weltraum oder Mittelalter und auch Brett- und Kartenspiele wurden bereits als Browserspiele umgesetzt.

### Spezialvarianten

#### Forenspiele
Eine Unterart der Browserspiele sind die Forenspiele, die über den Browser mit Hilfe eines Internetforums im Threaded-Style gespielt werden. Populär sind vorrangig simple Varianten, wie etwa Bilderraten oder auch das geschickte Bilden von Wörterketten und einfaches Zählen. Forenspiele werden meist gestartet, um die Aktivität eines Internetforums zu fördern. Motivierend für die Benutzer ist meist die rasch ansteigende Beitragszahl, die eventuell mit einem besseren Forenrang gekoppelt ist. Populär sind auch eigens für Internetforen konzipierte Rollenspiele. Zu den erfolgreichsten und ältesten professionellen Vertretern dieses Genres zählt das zwischen 2004 und 2006 betriebene Strategiespiel Alternations.

#### Chatspiele
Chatspiele sind Echtzeitspiele, die über einen Chat laufen und oft auch im Webbrowser gespielt werden. Meistens werden nur die üblichen Chatfunktionen zum Spielen verwendet. Eine bekannte Variante ist das Suchen von einem oder mehreren „Mördern“ durch Fragen, die nur mit Ja oder Nein beantwortet werden dürfen. Des Weiteren existieren unter anderem Quiz-Veranstaltungen, die entweder von einem menschlichen Spielleiter oder einem Hilfsprogramm moderiert werden.

#### Aufbauspiele
Eine weitere Untergruppe der Browserspiele sind die Aufbauspiele. Aufgrund der hohen Userzahlen zählt man sie zumeist zu den MMOGs. Die Spielinhalte werden aus Datenbanken ausgelesen und mit PHP, JSP oder Perl als dynamische Webseite dargestellt. Hiermit können Angriffszeiten, Bauzeiten und Ähnliches wiedergegeben werden. Die Schauplätze dieser Spiele erstrecken sich vom Weltraum bis zum Mittelalter. Obwohl aufwändig animierte Spiele nicht dem ursprünglichen Sinn der Aufbauspiele entsprechen, werden mittlerweile auch Online-Multiplayer-Spiele mit teilweise sehr aufwändigen Animationen zu den Aufbauspielen gezählt.

### Gemeinschaften
Um die meisten Browserspiele hat sich eine große Online-Community gebildet und viele Spieler organisieren sich in sogenannten Clans oder Allianzen. Einmal geschieht dies über die von den Browserspielen bereitgestellte Infrastruktur. Dies ist vor allem bei den Strategietiteln der Fall, wo solche Features bereits in die Spiele integriert wurden und man etwa diplomatische Beziehungen organisieren muss oder aber mit anderen Spielern chatten kann. Zunehmend organisieren sich die Spieler auch außerhalb des eigentlichen Browserspiels, so haben viele Clans oder Allianzen auch eine eigene Website im Netz, auf die die Spieler dann verweisen.
Die Kommunikation der Spieler untereinander findet meist in kostenlosen oder auf eigenen Servern erstellten Foren statt. Zusätzlich werden verschiedene Instant Messenger sowie Internet-Telefonie benutzt, um zeitnahe Aktionen zu planen und durchzuführen.

### Geschichte und Entstehung
Das erste Spiel dieser Art war das in Hamburg entwickelte, deutsch- und englischsprachige SOL, das im Oktober 1995 startete. „Vater“ der modernen Browserspiele dürfte wohl das englischsprachige Planetarion von der Projektgruppe Fifth Season AS mit Sitz in Oslo sein, das 2000 startete und im Laufe der Zeit mehr als 175.000 Spieler in jeweils einer Runde erreichte.
Nachdem bei Planetarion kostenpflichtige Accounts eingeführt wurden, suchten viele Spieler eine neue Heimat und fanden sie in Galaxywars, das ebenfalls zu seiner besten Zeit über 100.000 Spieler auf sich vereinen konnte. Es fehlte jedoch an einem professionellen Management, weshalb viele ehemalige Spieler weiterhin Projekte vorantrieben: Um 2001 und 2002 herum entstanden weitere Weltraumspiele, wie OGame und X-Wars, aber auch Browserspiele mit einem neuen Spielkontext wie Comunio und Schwertkriege erschienen. Da in den Jahren danach die Kosten für den Betrieb der Spiele erheblich sanken und auch die zur Entwicklung von Browserspielen nötigen Werkzeuge und Anwendungen weiter verbessert wurden, erschienen ab ungefähr 2003 dutzende weitere Titel. Dies führte zu einer starken Diversifizierung im deutschen Browserspiel-Markt.